# Mravenec buldočí
Mravenec buldočí (Myrmecia forficata) je druh mravence z rodu Myrmecia. Žije v jihovýchodní části Austrálie (Victoria a Tasmánie), nejhojnější je v Australských Alpách v nadmořské výšce přes tři sta metrů. Žije obvykle pod kameny nebo v dírách v zemi.
Je dlouhý 15–25 milimetrů (v Austrálii má hovorový název inchman, protože může dosáhnout až délky jednoho palce). Má purpurově hnědé zbarvení, spodní část těla je černá.
Žije v koloniích, za potravou se však vydává individuálně. Je dravý a mrchožravý. Kořist paralyzuje žihadlem, které obsahuje jeden z nejsilnějších hmyzích jedů. U člověka jed způsobuje otoky, zrudnutí a puchýře, dochází ke zrychlení tepu a rychlému poklesu krevního tlaku. Ve zhruba třech procentech případů nastává anafylaktický šok. Pro léčbu se doporučuje stejný postup jako při bodnutí vosou nebo včelou.
Mravenec buldočí není tak agresivní jako jeho obdobně jedovatý příbuzný Myrmecia pilosula.